# Belagile
Belagile  ou Sorsain est un personnage de la mythologie basque qui, avec des pouvoirs censés provenir d'esprits maléfiques ou du diable, accomplit des rites magiques pour nuire à quelqu'un, en particulier à un ennemi. Elle est semblable à la sorcière et à la sorcière galicienne. C'est le nom par lequel on désigne les sorcières en Soule et qui recouvre des aspects qui sont ceux de Sorgin ou Sorgiña.

## Étymologie
Belagile signifie « sorcier » ou « sorcière » en Soule. Le suffixe a désigne l'article : belagilea se traduit donc par « le sorcier ». Étymologiquement, Belagile se décompose en belar (« herbe ») et langile (« travailleur »), ce qui signifie littéralement donc « guérisseur » ou « herboriste », une variante sociale du personnage de la sorcière.
Sorsain est le mot basque signifiant « sorgin qui guette ». C'est la sorgin (« sorcière ») qui guette une naissance pour tuer les enfants. Formé de sor, qui signifie « naître, créer ») et du suffixe -zain qui signifie « prendre soin de, garder ».

## Description
Selon la mythologie basque, il s'agit presque toujours d'une femme. Elle peut causer des dommages tels que des pertes de récolte, des pannes d'usine et de moulins, des maladies, des maladies oculaires et des décès d'enfants.
On dit qu'il ne faut pas donner plus d'un ou trois coups au Belagile pour le tuer. Si deux coups sont donnés, le donneur meurt.

## Légende
Artegaña est une montagne d'Alzay, où les sorcières de la région tenaient leurs réunions. Dans cette région basque de la Soule, la sorcière est appelée belaguile et se présente sous la forme d'un animal, dépourvu de tout membre (queue, oreille ou autre organe).
Toujours dans un autre endroit d'Alzay, appelé Arleguiko kuutxia "la croix d'Arlegi", les sorcières se sont rencontrées. Une prairie Chéraute (en basque Sohüta) près de Mauléon est un autre lieu de rassemblement pour les sorcières. Un garçon, qui passait une certaine nuit près de cette prairie, où s'amusaient alors les Belagileak, leur dit : adio, Sohuta'ko belagiliak "au revoir, Belagileak de Chéraute". Elles ont répondu : Lahunize'ko gutuk erdiak "la moitié d'entre nous est de Lahonce".

## Littérature
Dans le livre El guardián invisible, ou le thriller Le Gardien invisible dans son adaptation cinématographique,  Dolores Redondo place son action dans la vallée du Baztan. Un lieu à l'écart, au climat sombre et pluvieux, une forêt qui semble avoir conservé la nature magique des temps anciens et abriter des créatures surnaturelles, telles le mystérieux Basajaun, créature discrète et bienveillante, Mari la déesse mère capable d’assurer la fertilité féminine. Où chacun est prêt à croire au pouvoir des Belagile, ces sorcières à la peau anormalement blanches, prêtes à tout dévorer.